# Coregia
La coregìa (in greco antico: χορηγία?, choregía) era, nell'antica Atene, una liturgia che consisteva nel finanziare l'allestimento degli spettacoli teatrali di un tragediografo in occasione delle feste liturgiche: le Dionisie e le Lenee. L'incarico di corego fu ricoperto da molti uomini politici di primo piano come Temistocle (delle Fenicie di Frinico), Pericle (dei Persiani di Eschilo) e Alcibiade.
Solitamente si trattava di un cittadino ateniese facoltoso, designato dal magistrato - l'arconte eponimo - cui competeva l'organizzazione e il controllo della celebrazione liturgica. La carica poteva essere rifiutata ma raramente ciò accadeva, in quanto sostenere le spese per un evento accresceva la popolarità del personaggio designato e garantiva un tributo volontario di quest'ultimo alla polis. Il designato poteva indicare il nome di un altro ateniese ritenuto più abbiente di lui; se quest'ultimo si dimostrava invece meno abbiente, la legge prevedeva lo scambio dei beni tra i due. 
Le spese cui il corego era soggetto erano principalmente quelle per il coro tragico e consistevano nella fornitura di costumi, maschere e allestimenti, l'affitto di sale per le prove, il compenso per l'auleta che accompagnava le recite, e infine l'assunzione di un istruttore del coro, sostituito poi nel V secolo a.C. dallo stesso tragediografo. Gli attori erano invece pagati direttamente dallo Stato. Più il corego spendeva, meglio era visto dalla comunità, per cui c'è da pensare che non si lesinasse in quanto a ricchezza degli allestimenti. 
Con il tempo la carica di corego venne ricoperta non più da una persona per tragediografo ma da due, per alleviare il peso di costi difficilmente sostenibili in tempi di guerra. L'istituto di tale ruolo venne poi soppresso da Demetrio Falereo, che si occupò di organizzare un fondo pubblico con cui venivano pagati gli allestimenti. I funzionari che presero il posto dei coreghi erano chiamati agonoteti.